# Acanthocephalus (Kratzwürmer)
Acanthocephalus ist eine Gattung der Kratzwürmer, die als adulte Tiere als Darmparasiten in Meeres- und Süßwasserfischen sowie in Amphibien und Reptilien, aber auch Kleinsäugern, z. B. Igeln, leben und bei diesen eine Acanthocephalose auslösen.

## Merkmale
Bei den Vertretern der Gattung Acanthocephalus handelt es sich um kleine bis mittelgroße Arten der Kratzwürmer mit einem fast zylindrischen Körper, die wie andere Arten der Echinorhynchidae keine Stacheln am Rumpf besitzen. Kennzeichnend ist der kurze ei- bis keulenförmige Rüssel (Proboscis) und die entsprechende Rüsselscheide mit einem Ganglion am Scheidenboden. Außerdem ist bei ihnen das Lakunensystem des Teguments mit zahlreichen netzartigen Verbindungen versehen. Der Rüssel ist mit mehreren Hakenlängsreihen bestückt, die zur Rüsselmitte von beiden Seiten größer werden. Die Männchen besitzen 6 Zementdrüsen, die paarig hintereinander oder birnenförmig angeordnet sein können. Die Eier der Arten sind langoval.

## Lebensweise
Die Arten der Gattung Acanthocephalus leben als ausgewachsene Tiere als Darmparasit in Meeres- und Süßwasserfischen sowie in Amphibien und Reptilien. Als Zwischenwirte wirken Kleinkrebse wie Flohkrebse oder wasserlebende Asseln.

## Arten
Innerhalb der Gattung werden etwa 45 Arten unterschieden. Zu den bekanntesten Arten gehören die folgenden:
- Acanthocephalus anguillae
- Acanthocephalus lucii
- Acanthocephalus ranae